# Bristol City Women's Football Club 2019-2020
Questa voce raccoglie le informazioni riguardanti il Bristol City Women's Football Club nelle competizioni ufficiali della stagione 2019-2020.

## Stagione
La stagione è stata caratterizzata dallo scoppio della pandemia di COVID-19 nel mese di marzo 2020, che ha portato a un'iniziale sospensione di tutte le competizioni, per poi arrivare a una sospensione definitiva il successivo 25 maggio. La classifica della FA Women's Super League venne stilata in base al rapporto punti conquistati su partite disputate, e il Bristol City mantenne la decima posizione che aveva al momento della sospensione del torneo, ossia dopo quattordici partite disputate, riuscendo a non retrocedere. In campionato la squadra aveva subito una sconfitta da record all'ottava giornata contro l'Arsenal. Infatti, la vittoria casalinga dell'Arsenal per 11-1 sul Bristol City risultò la partita col maggior numero di reti realizzate nella storia della FA Women's Super League, la vittoria col maggiore scarto e la prima partita di Women's Super League a vedere una squadra segnale 10 o più reti. Inoltre, Vivianne Miedema divenne la prima calciatrice nella storia della Women's Super League a segnare sei reti in una partita.
In FA Women's Cup la squadra, che era partita dal quarto turno, è stata eliminata al quinto turno, dove è stata sconfitta dall'Everton. In FA Women's League Cup la squadra non è riuscita a superare la fase a gruppi, avendo concluso come terza classificata nel gruppo B.

## Maglie e sponsor
Le tenute di gioco solo le stesse adottate dal Bristol City maschile.
| Casa | Trasferta |

## Rosa
Rosa e numeri di maglia come da sito societario.
| N. |                        | Ruolo | Calciatrice            |
| -- | ---------------------- | ----- | ---------------------- |
| 1  | Inghilterra (bandiera) | P     | Sophie Baggaley        |
| 2  | Galles (bandiera)      | D     | Loren Dykes (capitano) |
| 3  | Galles (bandiera)      | D     | Gemma Evans            |
| 4  | Inghilterra (bandiera) | D     | Jasmine Matthews       |
| 5  | Scozia (bandiera)      | D     | Frankie Brown          |
| 6  | Paesi Bassi (bandiera) | C     | Vita van der Linden    |
| 6  | Australia (bandiera)   | C     | Chloe Logarzo          |
| 7  | Inghilterra (bandiera) | D     | Poppy Pattinson        |
| 8  | Inghilterra (bandiera) | C     | Carla Humphrey         |
| 9  | Inghilterra (bandiera) | A     | Ebony Salmon           |
| 10 | Belgio (bandiera)      | A     | Yana Daniëls           |
| 11 | Inghilterra (bandiera) | A     | Charlie Wellings       |
| 12 | Inghilterra (bandiera) | D     | Florence Allen         |
| 13 | Scozia (bandiera)      | P     | Eartha Cummings        |

| N. |                          | Ruolo | Calciatrice      |
| -- | ------------------------ | ----- | ---------------- |
| 14 | Scozia (bandiera)        | C     | Kirsten Reilly   |
| 14 | Corea del Sud (bandiera) | A     | Jeon Ga-eul      |
| 15 | Galles (bandiera)        | C     | Megan Wynne      |
| 16 | Inghilterra (bandiera)   | D     | Meaghan Sargeant |
| 17 | Inghilterra (bandiera)   | C     | Ellie Strippel   |
| 18 | Inghilterra (bandiera)   | C     | Maisy Collis     |
| 19 | Inghilterra (bandiera)   | C     | Katie Robinson   |
| 20 | Inghilterra (bandiera)   | C     | Georgia Wilson   |
| 21 | Scozia (bandiera)        | A     | Abi Harrison     |
| 23 | Galles (bandiera)        | A     | Elise Hughes     |
| 25 | Nuova Zelanda (bandiera) | C     | Olivia Chance    |
| 26 | Inghilterra (bandiera)   | D     | Faye Bryson      |
| 27 | Inghilterra (bandiera)   | A     | Jessica Wooley   |

## Calciomercato

### Sessione estiva
| Acquisti | Acquisti            | Acquisti          | Acquisti |
| R.       | Nome                | da                | Modalità |
| -------- | ------------------- | ----------------- | -------- |
| D        | Jasmine Matthews    | Liverpool         | [ 11 ]   |
| D        | Meaghan Sargeant    | Birmingham City   | [ 12 ]   |
| C        | Olivia Chance       | Everton           | [ 13 ]   |
| C        | Kirsten Reilly      | Hibernian         | [ 14 ]   |
| C        | Vita van der Linden | Ajax              | [ 15 ]   |
| A        | Yana Daniëls        | Liverpool         | [ 16 ]   |
| A        | Ebony Salmon        | Manchester United | [ 17 ]   |
| A        | Charlie Wellings    | Birmingham City   | [ 12 ]   |

| Cessioni | Cessioni         | Cessioni              | Cessioni |
| R.       | Nome             | a                     | Modalità |
| -------- | ---------------- | --------------------- | -------- |
| P        | Aimee Watson     | Oxford United         |          |
| D        | Danique Kerkdijk | Brighton & Hove       | [ 18 ]   |
| C        | Julie Biesmans   | PSV                   | [ 18 ]   |
| C        | Lucy Graham      | Everton               | [ 18 ]   |
| C        | Ali Johnson      | Sheffield Utd         | [ 18 ]   |
| C        | Poppy Wilson     | London City Lionesses | [ 19 ]   |
| A        | Rosella Ayane    | Tottenham             | [ 20 ]   |
| A        | Juliette Kemppi  | London City Lionesses | [ 18 ]   |
| A        | Heather Payne    | FSU Seminoles         |          |
| A        | Ella Rutherford  | Crystal Palace        | prestito |

### Sessione invernale
| Acquisti | Acquisti        | Acquisti       | Acquisti      |
| R.       | Nome            | da             | Modalità      |
| -------- | --------------- | -------------- | ------------- |
| D        | Faye Bryson     | Everton        | [ 22 ]        |
| C        | Megan Wynne     | Tottenham      | prestito      |
| A        | Elise Hughes    | Everton        | prestito      |
| A        | Jeon Ga-eul     | Hwacheon KSPO  | [ 22 ]        |
| A        | Chloe Logarzo   | Sydney FC      | [ 24 ]        |
| A        | Ella Rutherford | Crystal Palace | fine prestito |

| Cessioni | Cessioni            | Cessioni       | Cessioni      |
| R.       | Nome                | a              | Modalità      |
| -------- | ------------------- | -------------- | ------------- |
| C        | Kirsten Reilly      | Rangers        | [ 25 ]        |
| C        | Ellie Strippel      | Yeovil Town    |               |
| C        | Vita van der Linden | Stade Reims    | [ 26 ]        |
| A        | Elise Hughes        | Everton        | fine prestito |
| A        | Ella Rutherford     | Leicester City | prestito      |

## Risultati

### FA Women's Super League

#### Girone di andata
| Bristol 7 settembre 2019, ore 15:00 UTC+1 1ª giornata | Bristol City | 0 – 0 referto | Brighton & Hove | Ashton Gate Stadium\| Arbitro: \| Bryne \| |
| Arbitro:                                              | Bryne        |               |                 |                                            |

| Arbitro: | Fearn |

|                  |           |  |
| Kelly 44’, 45+1’ | Marcatori |  |

| Arbitro: | Benn |

|  |           |                                 |
|  | Marcatori | 3’, 10’ Reiten 18’ Ji 78’ Ingle |

| Arbitro: | Woods |

|                   |           |            |
| Lawley 72’ (rig.) | Marcatori | 16’ Salmon |

| Arbitro: | Lamport |

|              |           |                 |
| Harrison 39’ | Marcatori | 63’, 64’ Graham |

| Arbitro: | Dowle |

|                                 |           |                                     |
| Allen 17’ Chaplen 18’ James 47’ | Marcatori | 38’ Wellings 49’ Daniëls 83’ Salmon |

| Arbitro: | Oliver |

|  |           |                                                   |
|  | Marcatori | 21’ Wullaert 65’ White 84’, 90+2’ Bremer 87’ Weir |

| Arbitro: | Conley |

|                                                                                          |           |             |
| Evans 7’, 60’ Williamson 10’ Miedema 15’, 26’, 32’, 51’, 56’, 64’ Nobbs 54’ Mitchell 79’ | Marcatori | 85’ Daniëls |

| Arbitro: | Allison |

|  |           |                    |
|  | Marcatori | 5’ Whipp 65’ Grant |

| Filton 3 maggio 2020, ore 15:00 UTC+1 10ª giornata | Bristol City | – Annullata | West Ham | Stoke Gifford Stadium |

| Arbitro: | Oliver |

|  |           |            |
|  | Marcatori | 34’ Salmon |

#### Girone di ritorno
| Arbitro: | Heaslip |

|                                                        |           |            |
| England 28’, 82’ Blundell 40’ Carter 45’ Ji 45+2’, 50’ | Marcatori | 15’ Salmon |

| Arbitro: | Yianni |

|  |           |             |
|  | Marcatori | 13’ Furness |

| Harrow 2 febbraio 2020 14ª giornata | Tottenham | – Annullata | Bristol City | The Hive Stadium |

| Filton 9 febbraio 2020 15ª giornata | Bristol City | – Annullata | Reading | Stoke Gifford Stadium |

| Arbitro: | Oliver |

|           |           |  |
| Bonner 2’ | Marcatori |  |

| Arbitro: | Pearson |

|  |           |            |
|  | Marcatori | 75’ Salmon |

| Filton 22 marzo 2020 18ª giornata | Bristol City | – Annullata | Arsenal | Stoke Gifford Stadium |

| Crawley 29 marzo 2020 19ª giornata | Brighton & Hove | – Annullata | Bristol City | Broadfield Stadium |

| Filton 5 aprile 2020 20ª giornata | Bristol City | – Annullata | Everton | Stoke Gifford Stadium |

| Bristol 25 aprile 2020 21ª giornata | Bristol City | – Annullata | Manchester United | Ashton Gate Stadium |

| Romford 16 maggio 2020 22ª giornata | West Ham | – Annullata | Bristol City | Rush Green Stadium |

### FA Women's Cup
| Filton 26 gennaio 2020 Quarto turno             | Bristol City | 1 – 0 (d.t.s.) referto | Durham | Stoke Gifford Stadium |
| \| \| \| \| \| Robinson 103’ \| Marcatori \| \| |              |                        |        |                       |
|                                                 |              |                        |        |                       |
| Robinson 103’                                   | Marcatori    |                        |        |                       |

| Bristol 25 febbraio 2020 Quinto turno                                            | Bristol City | 0 – 5 referto                                  | Everton | Ashton Gate Stadium |
| \| \| \| \| \| \| Marcatori \| 8’, 53’ Kaagman 18’ Morgan 39’ Graham 59’ Cain \| |              |                                                |         |                     |
|                                                                                  |              |                                                |         |                     |
|                                                                                  | Marcatori    | 8’, 53’ Kaagman 18’ Morgan 39’ Graham 59’ Cain |         |                     |

### FA Women's League Cup

#### Fase a gruppi
| Arbitro: | Simms |

|                        |           |  |
| Humphrey 7’ Salmon 15’ | Marcatori |  |

| Crawley 20 ottobre 2019, ore 14:00 UTC+1 Gruppo B - 2ª giornata             | Brighton & Hove | 1 – 2 referto            | Bristol City | Broadfield Stadium |
| \| \| \| \| \| Green 60’ (rig.) \| Marcatori \| 9’ Harrison 45+2’ Salmon \| |                 |                          |              |                    |
|                                                                             |                 |                          |              |                    |
| Green 60’ (rig.)                                                            | Marcatori       | 9’ Harrison 45+2’ Salmon |              |                    |

| Arbitro: | Hulme |

|                                          |                      |                                        |
| Wellings 65’                             | Marcatori            | 17’ Cowan                              |
| Baggaley Wellings Chance Salmon Humphrey | Tiri di rigore 3 – 4 | Kemppi Susanna Fitzgerald Ejupi Wilson |

| Arbitro: | Saunders |

|                                                                  |           |  |
| Little 33’, 52’ Roord 45’ Miedema 57’, 76’ Nobbs 87’ Beattie 90’ | Marcatori |  |

| Bexley 11 dicembre 2019, ore 19:45 UTC+0 Gruppo B - 5ª giornata                                                      | Charlton Athletic | 2 – 5 referto                                                      | Bristol City | The Oakwood |
| \| \| \| \| \| Devlin 32’, 90’ \| Marcatori \| 15’ Salmon 61’ Wellings 70’ Robinson 80’ van der Linden 83’ Wilson \| |                   |                                                                    |              |             |
| |                   |                                                                    |              |             |
| Devlin 32’, 90’ | Marcatori         | 15’ Salmon 61’ Wellings 70’ Robinson 80’ van der Linden 83’ Wilson |              |             |

## Statistiche

### Statistiche di squadra
| Competizione            | Punti | In casa | In casa | In casa | In casa | In casa | In casa | In trasferta | In trasferta | In trasferta | In trasferta | In trasferta | In trasferta | Totale | Totale | Totale | Totale | Totale | Totale | DR  |
| Competizione            | Punti | G       | V       | N       | P       | Gf      | Gs      | G            | V            | N            | P            | Gf           | Gs           | G      | V      | N      | P      | Gf     | Gs     | DR  |
| ----------------------- | ----- | ------- | ------- | ------- | ------- | ------- | ------- | ------------ | ------------ | ------------ | ------------ | ------------ | ------------ | ------ | ------ | ------ | ------ | ------ | ------ | --- |
| FA Women's Super League | 9     | 6       | 0       | 1       | 5       | 1       | 14      | 8            | 2            | 2            | 4            | 8            | 24           | 14     | 2      | 3      | 9      | 9      | 38     | -29 |
| FA Women's Cup          | -     | 2       | 1       | 0       | 1       | 1       | 5       | 0            | 0            | 0            | 0            | 0            | 0            | 2      | 1      | 0      | 1      | 1      | 5      | -4  |
| FA Women's League Cup   | -     | 2       | 1       | 1       | 0       | 4       | 1       | 3            | 2            | 0            | 1            | 7            | 10           | 5      | 3      | 1      | 1      | 11     | 11     | 0   |
| Totale                  | -     | 10      | 2       | 2       | 6       | 6       | 20      | 11           | 4            | 2            | 5            | 15           | 34           | 21     | 6      | 4      | 11     | 21     | 54     | -33 |

### Andamento in campionato
| Giornata  | 1 | 2 | 3  | 4  | 5  | 6  | 7  | 8  | 9  | 10 | 11 | 12 | 13 | 14 | 15 | 16 | 17 | 18 | 19 | 20 | 21 | 22 |
| --------- | - | - | -- | -- | -- | -- | -- | -- | -- | -- | -- | -- | -- | -- | -- | -- | -- | -- | -- | -- | -- | -- |
| Luogo     | C | T | C  | T  | C  | T  | C  | T  | C  | C  | T  | T  | C  | T  | C  | T  | T  | C  | T  | C  | C  | T  |
| Risultato | N | P | P  | N  | P  | N  | P  | P  | P  | -  | V  | P  | P  | -  | -  | P  | V  | -  | -  | -  | -  | -  |
| Posizione | 7 | 9 | 10 | 10 | 10 | 11 | 11 | 11 | 11 | 11 | 11 | 11 | 11 | 12 | 12 | 12 | 10 | -  | -  | -  | -  | -  |

Legenda:

Luogo: C = Casa; T = Trasferta. Risultato: V = Vittoria; N = Pareggio; P = Sconfitta.

### Statistiche delle giocatrici
| Giocatore         | FA Women's Super League | FA Women's Super League | FA Women's Super League | FA Women's Super League | FA Women's Cup | FA Women's Cup | FA Women's Cup | FA Women's Cup | FA Women's League Cup | FA Women's League Cup | FA Women's League Cup | FA Women's League Cup | Totale   | Totale | Totale      | Totale     |
| Giocatore         | Presenze                | Reti                    | Ammonizioni             | Espulsioni              | Presenze       | Reti           | Ammonizioni    | Espulsioni     | Presenze              | Reti                  | Ammonizioni           | Espulsioni            | Presenze | Reti   | Ammonizioni | Espulsioni |
| ----------------- | ----------------------- | ----------------------- | ----------------------- | ----------------------- | -------------- | -------------- | -------------- | -------------- | --------------------- | --------------------- | --------------------- | --------------------- | -------- | ------ | ----------- | ---------- |
| F. Allen          | 6                       | 0                       | 0                       | 0                       | 1              | 0              | 0              | 0              | 5                     | 0                     | 0                     | 0                     | 12       | 0      | 0           | 0          |
| S. Baggaley       | 14                      | -38                     | 0                       | 0                       | 2              | -5             | 0              | 0              | 4                     | -9                    | 0                     | 0                     | 20       | -52    | 0           | 0          |
| F. Brown          | 13                      | 0                       | 2                       | 0                       | 2              | 0              | 0              | 0              | 4                     | 0                     | 0                     | 0                     | 19       | 0      | 2           | 0          |
| F. Bryson         | 3                       | 0                       | 1                       | 0                       | 2              | 0              | 0              | 0              | -                     | -                     | -                     | -                     | 5        | 0      | 1           | 0          |
| O. Chance         | 14                      | 0                       | 1                       | 0                       | 2              | 0              | 0              | 0              | 4                     | 0                     | 0                     | 0                     | 20       | 0      | 1           | 0          |
| M. Collis         | 1                       | 0                       | 0                       | 0                       | 0              | 0              | 0              | 0              | 1                     | 0                     | 0                     | 0                     | 2        | 0      | 0           | 0          |
| E. Cumings        | 0                       | 0                       | 0                       | 0                       | 0              | 0              | 0              | 0              | 1                     | -2                    | 0                     | 0                     | 1        | -2     | 0           | 0          |
| Y. Daniëls        | 14                      | 2                       | 1                       | 0                       | 2              | 0              | 0              | 0              | 3                     | 0                     | 0                     | 0                     | 19       | 2      | 1           | 0          |
| L. Dykes          | 11                      | 0                       | 0                       | 0                       | -              | -              | -              | -              | 1                     | 0                     | 0                     | 0                     | 12       | 0      | 0           | 0          |
| G. Evans          | 12                      | 0                       | 1                       | 0                       | 2              | 0              | 0              | 0              | 5                     | 0                     | 0                     | 0                     | 19       | 0      | 1           | 0          |
| A. Harrison       | 6                       | 1                       | 1                       | 0                       | -              | -              | -              | -              | 3                     | 2                     | 0                     | 0                     | 9        | 3      | 1           | 0          |
| E. Hughes         | 3                       | 0                       | 1                       | 0                       | -              | -              | -              | -              | -                     | -                     | -                     | -                     | 3        | 0      | 1           | 0          |
| C. Humphrey       | 8                       | 0                       | 0                       | 0                       | -              | -              | -              | -              | 3                     | 1                     | 0                     | 0                     | 11       | 1      | 0           | 0          |
| G-e. Jeon         | 2                       | 0                       | 0                       | 0                       | 2              | 0              | 0              | 0              | -                     | -                     | -                     | -                     | 4        | 0      | 0           | 0          |
| C. Logarzo        | 1                       | 0                       | 0                       | 0                       | -              | -              | -              | -              | -                     | -                     | -                     | -                     | 1        | 0      | 0           | 0          |
| J. Matthews       | 13                      | 0                       | 0                       | 0                       | 1              | 0              | 0              | 0              | 4                     | 0                     | 0                     | 0                     | 18       | 0      | 0           | 0          |
| P. Pattinson      | 6                       | 0                       | 2                       | 0                       | 2              | 0              | 0              | 0              | 1                     | 0                     | 0                     | 0                     | 9        | 0      | 2           | 0          |
| K. Reilly         | 1                       | 0                       | 0                       | 0                       | -              | -              | -              | -              | 3                     | 0                     | 0                     | 0                     | 4        | 0      | 0           | 0          |
| K. Robinson       | 10                      | 0                       | 0                       | 0                       | 2              | 1              | 0              | 0              | 5                     | 1                     | 0                     | 0                     | 17       | 2      | 0           | 0          |
| E. Salmon         | 14                      | 5                       | 1                       | 0                       | 2              | 0              | 0              | 0              | 5                     | 3                     | 0                     | 0                     | 21       | 8      | 1           | 0          |
| M. Sargeant       | 12                      | 0                       | 0                       | 0                       | -              | -              | -              | -              | 4                     | 0                     | 0                     | 0                     | 16       | 0      | 0           | 0          |
| E. Strippel       | 0                       | 0                       | 0                       | 0                       | -              | -              | -              | -              | 0                     | 0                     | 0                     | 0                     | 0        | 0      | 0           | 0          |
| V. van der Linden | 1                       | 0                       | 0                       | 0                       | -              | -              | -              | -              | 3                     | 1                     | 0                     | 0                     | 4        | 1      | 0           | 0          |
| C. Wellings       | 13                      | 1                       | 0                       | 0                       | 2              | 0              | 0              | 0              | 5                     | 2                     | 0                     | 0                     | 20       | 3      | 0           | 0          |
| G. Wilson         | 8                       | 0                       | 1                       | 0                       | -              | -              | -              | -              | 5                     | 1                     | 0                     | 0                     | 13       | 1      | 1           | 0          |
| J. Wooley         | -                       | -                       | -                       | -                       | -              | -              | -              | -              | 0                     | 0                     | 0                     | 0                     | 0        | 0      | 0           | 0          |
| M. Wynne          | 3                       | 0                       | 0                       | 0                       | 2              | 0              | 0              | 0              | -                     | -                     | -                     | -                     | 5        | 0      | 0           | 0          |